# La Rocca
La Rocca  — рок-группа, основанная в 2002 году в Дублине (Ирландия)

## Состав группы
С 2002 года по настоящий день - вокалист и гитарист Бьорн Бэйли, басист Саймон Бэйли, клавишник Ник Хэуорт, ударник Алан Редмонд.

## История создания
Группа была основана в Дублине в 2002 году. Название La Rосса совпадает с названием бара в городе Бристоль, где квартет начинал свою музыкальную карьеру. После ряда выступлений группа заключила контракт со студией Dangerbird Records. В 2006 году вышли первый сингл группы Sing Song Sung и первый альбом The Truth. Второй альбом группы OK Okay вышел осенью 2008 года.

## Альбомы
- The Truth (2006)
- OK Okay (2008)